# Cichoriinae
Sous-tribu
Synonymes
- Phalacroseridinae Joongku Lee & B.G.Baldwin[1]

Les Cichoriinae sont une sous-tribu de plantes à fleurs dicotylédones de la famille des Asteraceae, sous-famille des Cichorioideae, qui comprend six genres acceptés.

## Liste des genres
Selon NCBI (24 octobre 2021) :
- Acanthocephalus Kar. & Kir., 1842
- Arnoseris
- Chlorocrepis
- Cichorium L., 1753
- Erythroseris
- Heteroderis Boiss., 1875
- Phalacroseris
- Tolpis Adans.

Selon World Register of Marine Species (24 octobre 2021) :
- Arnoseris Gaertn.
- Cichorium L.
- Erythroseris N.Kilian & Gemeinholzer
- Phalacroseris A.Gray
- Rothmaleria Font Quer
- Tolpis Adans.